# 三浦成美
三浦 成美（みうら なるみ、1997年7月3日 - ）は、神奈川県川崎市出身の女子サッカー選手。ワシントン・スピリット所属。サッカー日本女子代表。ポジションはミッドフィールダー。

## 経歴
6歳の時に兄の影響を受けてサッカーを始める。
小学校4年の時にFCパーシモンに入団、女子は三浦一人だけという状況でチーム指導者の厳しい練習に耐え抜く。
川崎市立虹ヶ丘小学校→川崎市立王禅寺中央中学校→川崎市立宮前平中学校→神奈川県立川崎北高等学校卒業。日本体育大学児童スポーツ教育学部卒業。

### ユース
2010年、中学校入学と同時に日テレ・メニーナにセレクションで合格して入団。同期には宮川麻都がいる。同年にはJFAエリートプログラム Ｕ-13日本女子選抜に宮川と共に召集される。ちなみにこの時に一緒だったメンバーには、後に年代別代表で共にプレーする北川ひかるや日テレ・ベレーザでチームメートとなる小林里歌子がいた。
メニーナ在籍時代には同期の宮川と共に全日本女子ユース (U-18)サッカー選手権大会（現：全日本女子ユースサッカー選手権大会）4連覇に貢献している。

### シニア
2016年、AO入試合格により日本体育大学児童スポーツ教育学部に入学。またメニーナからトップチームのベレーザに同期の宮川麻都と共に昇格を果たした。
2016年4月3日の対ジェフ市原・千葉レディース戦（フクダ電子アリーナ）に於いて、後半41分に田中美南との交代による途中出場にて日本女子サッカーリーグ公式戦初出場を果たした。
2023年2月8日、アメリカNWSL・ノースカロライナ・カレッジへの完全移籍が発表された。同年7月22日に開催されたチャレンジカップのワシントン・スピリット戦でNWSL移籍後の公式戦初得点を記録。7月の月間ベストイレブンにも選出された。また、9月2日開催されたリーグ戦第18節のNJ/NY ゴッサムFC戦で、リーグ戦初得点を挙げた。
2024年12月16日（米国東部標準時間）、ノースカロライナ・カレッジとの契約期間満了に伴い、退団が発表された。翌12月17日（同）、同じNWSLのワシントン・スピリットへの加入が発表された。契約は2026年までの2年間（1年間の延長オプション付き）。

### 代表
2013年にU-16女子代表に召集され、同年のAFC U-16女子選手権（中華人民共和国・南京市）に出場、決勝戦の対朝鮮民主主義人民共和国戦では貴重な先制点を挙げて優勝の立役者となった。
翌年の2014 FIFA U-17女子ワールドカップ（コスタリカ）への出場も期待されたが、直前の負傷によりU-17女子代表から離脱する不運に見舞われた。
2015年はU-19代表に選抜され、AFC U-19女子選手権に出場（中華人民共和国・南京市）。大会ではラウンドロビン第2戦と決勝戦に先発出場し、PK戦決着にもつれ込んだ決勝の対朝鮮民主主義人民共和国戦では4人目に登場してPKを決め、日本の優勝を手中にもたらした。
U-20女子代表として2016年11月に開催された2016 FIFA U-20女子ワールドカップ（パプアニューギニア）に出場。ベレーザの同僚で、直前に故障で離脱した清水梨紗の代役で右サイドバックで起用されたり、準決勝のフランス戦では右サイドハーフで先発出場するなど、自分の役割をきっちりこなした。

## 人物
ブライトン・アンド・ホーヴ・アルビオンFC（イングランド）に所属する三笘薫とは実家が近く幼稚園も一緒の幼馴染である。実弟は、東京ヴェルディユースから筑波大学蹴球部に進み、2022年12月に現役を引退した三浦雅人（現・UNITE AS ONE LTD代表）

## 個人成績

### クラブ
| クラブ                     | シーズン       | リーグ         | 背番号 | リーグ戦 | リーグ戦 | カップ戦 | カップ戦 | リーグ杯 | リーグ杯 | AFC  | AFC  | その他 | その他 | 合計 | 合計 |
| クラブ                     | シーズン       | リーグ         | 背番号 | 出場     | 得点     | 出場     | 得点     | 出場     | 得点     | 出場 | 得点 | 出場   | 得点   | 出場 | 得点 |
| -------------------------- | -------------- | -------------- | ------ | -------- | -------- | -------- | -------- | -------- | -------- | ---- | ---- | ------ | ------ | ---- | ---- |
| 日テレ・メニーナ           | 2015           | —              | 8      | —        | —        | 2        | 0        | —        | —        | —    | —    | —      | —      | 2    | 0    |
| 日テレ・ベレーザ           | 2013           | なでしこ1部    | 28     | -        | -        | -        | -        | 1        | 0        | —    | —    | —      | —      | 1    | 0    |
| 日テレ・ベレーザ           | 2016           | なでしこ1部    | 17     | 10       | 0        | 3        | 6        | 9        | 2        | —    | —    | —      | —      | 22   | 8    |
| 日テレ・ベレーザ           | 2017           | なでしこ1部    | 17     | 7        | 0        | 2        | 0        | 7        | 1        | —    | —    | —      | —      | 16   | 1    |
| 日テレ・ベレーザ           | 2018           | なでしこ1部    | 17     | 15       | 0        | 5        | 0        | 8        | 0        | —    | —    | —      | —      | 28   | 0    |
| 日テレ・ベレーザ           | 2019           | なでしこ1部    | 8      | 18       | 1        | 5        | 0        | 4        | 0        | 3    | 0    | —      | —      | 27   | 1    |
| 日テレ・東京ベレーザ       | 2020           | なでしこ1部    | 8      | 18       | 0        | 5        | 2        | —        |          | —    | —    | —      | —      | 23   | 2    |
| 日テレ・東京ベレーザ       | 2021-22        | WE             | 8      | 16       | 0        | 2        | 0        | —        |          | —    | —    | —      | —      | 18   | 0    |
| 日テレ・東京ベレーザ       | 2022-23        | WE             | 8      | 6        | 0        | 3        | 0        | 5        | 0        | —    | —    | —      | —      | 14   | 0    |
| 日テレ・東京ベレーザ       | 通算           | 通算           | 通算   | 90       | 1        | 25       | 8        | 34       | 3        | 3    | 0    | 0      | 0      | 152  | 12   |
| ノースカロライナ・カレッジ | 2023           | NWSL           | 6      | 22       | 1        | —        | —        | 8        | 1        | —    | —    | —      | —      | 30   | 2    |
| ノースカロライナ・カレッジ | 2024           | NWSL           | 6      | 25       | 0        | —        | —        | —        | —        | —    | —    | 4      | 0      | 29   | 0    |
| ノースカロライナ・カレッジ | 通算           | 通算           | 通算   | 47       | 1        | 0        | 0        | 8        | 1        | 0    | 0    | 4      | 0      | 59   | 2    |
| ワシントン・スピリット     | 2025           | NWSL           | 5      |          |          | —        | —        | —        | —        | —    | —    | 1      | 0      | 1    | 0    |
| 通算                       | 日本           | 日本           | 1部    | 90       | 1        | 25       | 8        | 34       | 3        | 3    | 0    | 0      | 0      | 152  | 12   |
| 通算                       | 日本           | 日本           | その他 | 0        | 0        | 2        | 0        | 0        | 0        | 0    | 0    | 0      | 0      | 2    | 0    |
| 通算                       | アメリカ合衆国 | アメリカ合衆国 | 1部    | 47       | 1        | 0        | 0        | 8        | 1        | 0    | 0    | 5      | 0      | 60   | 2    |
| 総通算                     | 総通算         | 総通算         | 総通算 | 137      | 2        | 27       | 8        | 42       | 4        | 3    | 0    | 5      | 0      | 214  | 14   |

1. 1 2  AFC女子クラブ選手権2019の成績
2. 1 2  2024 NWSLxリーガMXフェメニル・サマーカップ（英語版）の成績
3. 1 2  2025 NWSLチャレンジカップ（英語版）の成績

- 日本女子サッカーリーグ
  - 初出場 - 2016年4月2日 なでしこリーグ1部 第2節 ジェフユナイテッド市原・千葉レディース戦 (フクダ電子アリーナ)[22]
  - 初得点 - 2019年9月22日 なでしこリーグ1部 第13節 浦和レッドダイヤモンズ・レディース戦 (味の素フィールド西が丘)[22]

- WEリーグ
  - 初出場 - 2021年9月12日 第1節 三菱重工浦和レッズレディース戦 (味の素フィールド西が丘)[23]

- ナショナル・ウィメンズ・サッカーリーグ
  - 初出場 - 2023年3月26日 第1節 カンザスシティ・カレント戦 (ファースト・ホライゾン・スタジアム（英語版）)[24]
  - 初得点 - 2023年9月3日 第18節 NJ/NY ゴッサムFC戦 (ファースト・ホライゾン・スタジアム)[24]

### 代表
- 2018年4月1日 - 日本代表初出場 -  ガーナ戦 (国際親善試合)

#### 主な出場大会
- U-20日本女子代表
  - 2016年 - 2016 FIFA U-20女子ワールドカップ（パプアニューギニア大会）

- 日本女子代表（なでしこジャパン）
  - 2019年 - 2019 シービリーブスカップ（英語版）
  - 2019年 - 2019 FIFA女子ワールドカップ
  - 2019年 - EAFF E-1サッカー選手権2019
  - 2020年 - 2020 シービリーブスカップ（英語版）
  - 2021年 - 2020年東京オリンピック
  - 2022年 - EAFF E-1サッカー選手権2022
  - 2025年 - 2025 シービリーブスカップ

#### 試合数
| 日本代表 | 国際Aマッチ | 国際Aマッチ |
| 年       | 出場        | 得点        |
| -------- | ----------- | ----------- |
| 2018     | 5           | 0           |
| 2019     | 12          | 0           |
| 2020     | 3           | 0           |
| 2021     | 8           | 0           |
| 2022     | 2           | 0           |
| 2023     | 1           | 0           |
| 2025     | 3           | 0           |
| 通算     | 34          | 0           |

2025年6月27日現在

#### 出場試合
| 出場試合一覧 | 出場試合一覧   | 出場試合一覧           | 出場試合一覧                               | 出場試合一覧         | 出場試合一覧 | 出場試合一覧       | 出場試合一覧                          | 出場試合一覧 |
| #            | 開催日         | 開催都市               | スタジアム                                 | 対戦国               | 結果         | 監督               | 大会                                  | 出典         |
| ------------ | -------------- | ---------------------- | ------------------------------------------ | -------------------- | ------------ | ------------------ | ------------------------------------- | ------------ |
| 1.           | 2018年6月10日  | ウェリントン           | ウエストパック・スタジアム                 | ニュージーランド     | ○ 3-1        | 高倉麻子           | 国際親善試合                          | [ 25 ]       |
| 2.           | 2018年7月26日  | カンザスシティ         | チルドレンズ・マーシー・パーク             | アメリカ合衆国       | ● 2-4        | 高倉麻子           | 2018 トーナメント・オブ・ネーションズ | [ 26 ]       |
| 3.           | 2018年7月29日  | イーストハートフォード | プラット・アンド・ホイットニー・スタジアム | ブラジル             | ● 1-2        | 高倉麻子           | 2018 トーナメント・オブ・ネーションズ | [ 27 ]       |
| 4.           | 2018年8月2日   | ブリッジビュー         | トヨタ・パーク                             | オーストラリア       | ● 0-2        | 高倉麻子           | 2018 トーナメント・オブ・ネーションズ | [ 28 ]       |
| 5.           | 2018年11月11日 | 鳥取                   | 鳥取市営サッカー場・バードスタジアム       | ノルウェー           | ○ 4-1        | 高倉麻子           | 国際親善試合                          | [ 29 ]       |
| 6.           | 2019年3月5日   | タンパ                 | レイモンド・ジェームス・スタジアム         | イングランド         | ● 0-3        | 高倉麻子           | 2019 シービリーブスカップ             | [ 30 ]       |
| 7.           | 2019年4月4日   | オセール               | スタッド・アッベ・デシャン                 | フランス             | ● 1-3        | 高倉麻子           | 国際親善試合 ～ヨーロッパ遠征～       | [ 31 ]       |
| 8.           | 2019年4月9日   | パーダーボルン         | ベンテラー・アレーナ                       | ドイツ               | △ 2-2        | 高倉麻子           | 国際親善試合 ～ヨーロッパ遠征～       | [ 32 ]       |
| 9.           | 2019年6月2日   | ル・トゥケ             | スタッド・ジェラール・ウリエ               | スペイン             | △ 1-1        | 高倉麻子           | 国際親善試合                          | [ 33 ]       |
| 10.          | 2019年6月10日  | パリ                   | パルク・デ・プランス                       | アルゼンチン         | △ 0-0        | 高倉麻子           | 2019 FIFA女子ワールドカップ           | [ 34 ]       |
| 11.          | 2019年6月14日  | レンヌ                 | ロアゾン・パルク                           | スコットランド       | ○ 2-1        | 高倉麻子           | 2019 FIFA女子ワールドカップ           | [ 35 ]       |
| 12.          | 2019年6月19日  | ニース                 | スタッド・ド・ニース                       | イングランド         | ● 0-2        | 高倉麻子           | 2019 FIFA女子ワールドカップ           | [ 36 ]       |
| 13.          | 2019年6月25日  | レンヌ                 | ロアゾン・パルク                           | オランダ             | ● 1-2        | 高倉麻子           | 2019 FIFA女子ワールドカップ           | [ 37 ]       |
| 14.          | 2019年10月6日  | 静岡                   | IAIスタジアム日本平                        | カナダ               | ○ 4-0        | 高倉麻子           | 国際親善試合                          | [ 38 ]       |
| 15.          | 2019年11月10日 | 北九州                 | 北九州スタジアム                           | 南アフリカ共和国     | ○ 2-0        | 高倉麻子           | MS&ADカップ2019                       | [ 39 ]       |
| 16.          | 2019年12月14日 | 釜山                   | 九徳総合運動場                             | 中華人民共和国       | ○ 3-0        | 高倉麻子           | EAFF E-1サッカー選手権2019            | [ 40 ]       |
| 17.          | 2019年12月17日 | 釜山                   | 九徳総合運動場                             | 韓国                 | ○ 1-0        | 高倉麻子           | EAFF E-1サッカー選手権2019            | [ 41 ]       |
| 18.          | 2020年3月5日   | オーランド             | エクスプロリア・スタジアム                 | スペイン             | ● 1-3        | 高倉麻子           | 2020 シービリーブスカップ             | [ 42 ]       |
| 19.          | 2020年3月8日   | ハリソン               | レッドブル・アリーナ                       | イングランド         | ● 0-1        | 高倉麻子           | 2020 シービリーブスカップ             | [ 43 ]       |
| 20.          | 2020年3月11日  | フリスコ               | トヨタ・スタジアム                         | アメリカ合衆国       | ● 1-3        | 高倉麻子           | 2020 シービリーブスカップ             | [ 44 ]       |
| 21.          | 2021年4月8日   | 仙台                   | ユアテックスタジアム仙台                   | パラグアイ           | ○ 7-0        | 高倉麻子           | 国際親善試合                          | [ 45 ]       |
| 22.          | 2021年6月10日  | 広島                   | エディオンスタジアム広島                   | ウクライナ           | ○ 8-0        | 高倉麻子           | 国際親善試合                          | [ 46 ]       |
| 23.          | 2021年6月13日  | 宇都宮                 | カンセキスタジアムとちぎ                   | メキシコ             | ○ 5-1        | 高倉麻子           | MS&ADカップ2021                       | [ 47 ]       |
| 24.          | 2021年7月14日  | 亀岡                   | サンガスタジアム by KYOCERA                | オーストラリア       | ○ 1-0        | 高倉麻子           | MS&ADカップ2021                       | [ 48 ]       |
| 25.          | 2021年7月21日  | 札幌                   | 札幌ドーム                                 | カナダ               | △ 1-1        | 高倉麻子           | 2020年東京オリンピック                | [ 49 ]       |
| 26.          | 2021年7月24日  | 札幌                   | 札幌ドーム                                 | イギリス             | ● 0-1        | 高倉麻子           | 2020年東京オリンピック                | [ 50 ]       |
| 27.          | 2021年7月27日  | 利府                   | 宮城スタジアム                             | チリ                 | ○ 1-0        | 高倉麻子           | 2020年東京オリンピック                | [ 51 ]       |
| 28.          | 2021年7月30日  | さいたま               | 埼玉スタジアム2002                         | スウェーデン         | ● 1-3        | 高倉麻子           | 2020年東京オリンピック                | [ 52 ]       |
| 29.          | 2022年6月27日  | トゥルク               | ヴェリタス・スタジアム                     | フィンランド         | ○ 5-1        | 池田太             | 国際親善試合                          | [ 53 ]       |
| 30.          | 2022年7月23日  | 鹿嶋                   | 茨城県立カシマサッカースタジアム           | チャイニーズタイペイ | ○ 4-1        | 池田太             | EAFF E-1サッカー選手権2022            | [ 54 ]       |
| 31.          | 2023年9月23日  | 北九州                 | 北九州スタジアム                           | アルゼンチン         | ○ 8-0        | 池田太             | 国際親善試合                          | [ 55 ]       |
| 32.          | 2025年2月23日  | グレンデール           | ステートファーム・スタジアム               | コロンビア           | ○ 4-1        | ニルス・ニールセン | 2025 シービリーブスカップ             | [ 56 ]       |
| 33.          | 2025年6月3日   | サンパウロ             | エスタディオ・シセロ・デ・ソウザ・マルケス | ブラジル             | ● 1-2        | ニルス・ニールセン | 国際親善試合                          | [ 57 ]       |
| 34.          | 2025年6月27日  | マドリード             | エスタディオ・ムニシパル・デ・ブタルケ     | スペイン             | ● 1-3        | ニルス・ニールセン | 国際親善試合                          | [ 58 ]       |

## タイトル

### クラブ
- 日テレ・メニーナ
  - JFA 全日本U-18女子サッカー選手権大会: 4回 (2011、2012、2013、2014)

- 日テレ・ベレーザ / 日テレ・東京ヴェルディベレーザ
  - 日本女子サッカーリーグ: 4回 (2016, 2017, 2018, 2019)
  - 皇后杯: 5回 (2017, 2018, 2019, 2020, 2022)
  - なでしこリーグカップ: 3回 (2018, 2019)
  - AFC女子クラブ選手権: 1回 (2019)

- ワシントン・スピリット
  - NWSLチャレンジカップ: 1回 (2025)

### 代表
- U-16日本女子代表
  - AFC U-16女子選手権: 1回 (2013)

- U-19日本女子代表
  - AFC U-19女子選手権: 1回 (2015)

- 日本女子代表（なでしこジャパン）
  - EAFF E-1サッカー選手権: 2回 (2019, 2022)
  - シービリーブスカップ: 1回 (2025)

### 個人
- なでしこリーグ
  - ベストイレブン: 1回 (2019)
- WEリーグ
  - 優秀選手賞: 1回 (2021-22)
- NWSL
  - NWSL月間ベストイレブン: 1回 (2023年7月)[12]